# George Matthias von Martens
George Matthias von Martens  (Venecia (República de Venecia), 12 de junio de 1788-Stuttgart (Imperio Alemán), 24 de febrero de 1872) fue un botánico alemán.
Su mayor esfuerzo taxonómico fue la publicación de Die Tange, basándose en la información que se había obtenido en las expediciones botánicas al Este Asiático realizadas entre 1860 y 1862, y en las que participó un hijo de von Martens, Eduard, como jefe zoólogo. Eduard recolectó flora de algas marinas y de agua dulce provenientes de Java, Filipinas, Singapur, Taiwán, Hong Kong, y otras regiones del este asiático.

## Algunas publicaciones

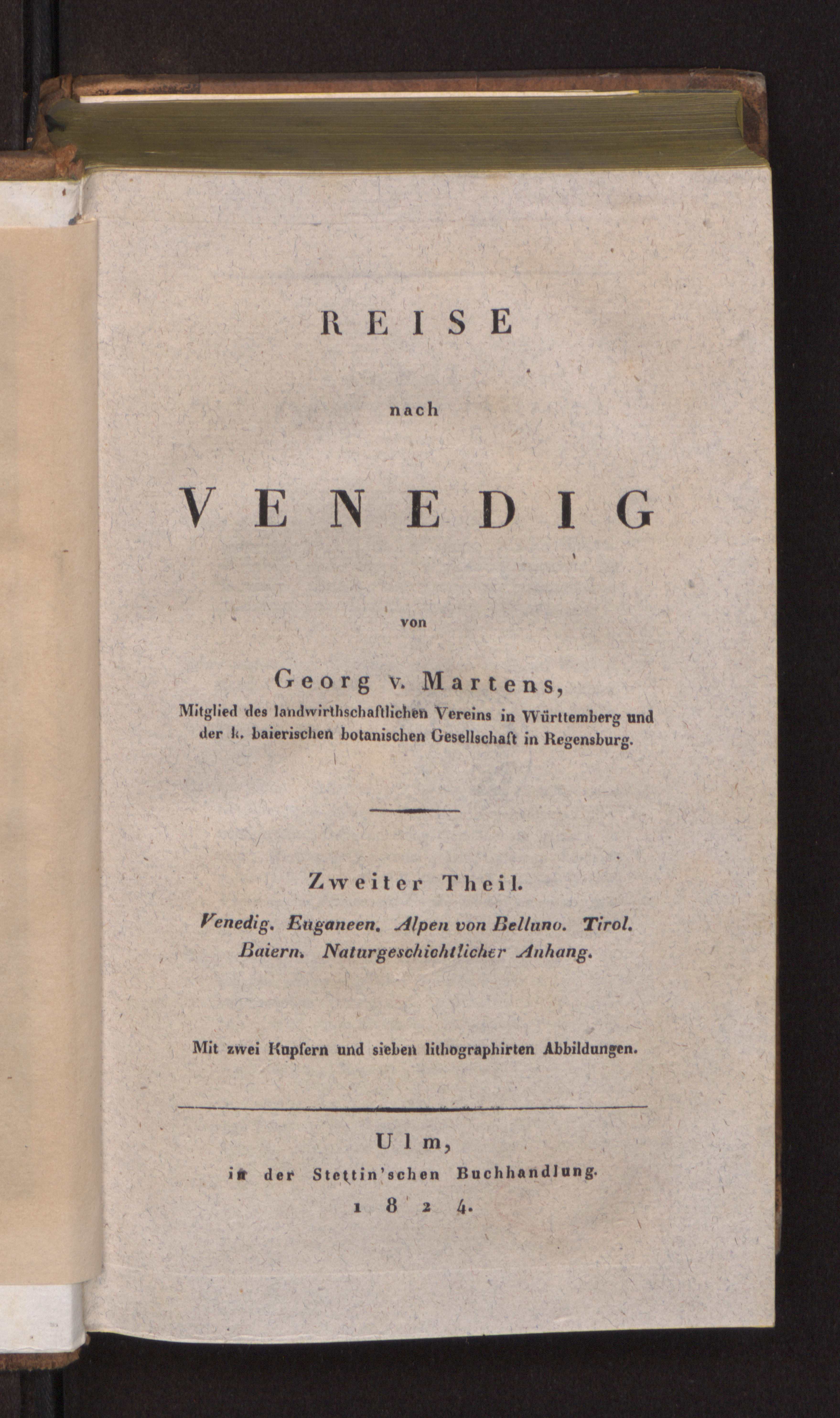
Reise nach Venedig, 1824

- Martens, G von. 1868. Die Tange. En: Die Preussische Expe-dition nach Ost-Asien. Nach amtlichen Quellen.Botanischer Theil. Berlín. pp. 152, pls. 8
- Martens, G von; CJ Hering. 1836. Amansia jungerman-nioides. Flora 19: 481–487
- Reise nach Venedig, 1824 – Journey to Venice.
- Flora von Würtemberg (with Gustav Schübler), 1834 – Flora of Würtemberg.
- Flora von Württemberg und Hohenzollern, (with Carl Albert Kemmler 1813–1888), 1865 – Flora of Württemberg and Hohenzollern.
- Die Preussiche expedition nach Ost-Asien [1860-1862] Nach amtlichen quellen, (with  Eduard von Martens and Albert Berg) 1864–1873 – The Prussian expedition to East Asia (1860–62) according to official sources.
- Die Preussische expedition nach Ost-Asien : nach amtlichen quellen. Botanischer Theil. Die Tange, 1866 – The Prussian expedition to East Asia, according to official sources. Botanical part: Rodoficeas.
- "Notes on Some Japanese Algae", 1870 (with Sulpiz Kurz, published in English).
- "Algae Brasilienses circa Rio de Janeiro a clar. A. Glaziou", 1871.[2]

- La abreviatura «G.Martens» se emplea para indicar a George Matthias von Martens como autoridad en la descripción y clasificación científica de los vegetales.[3]

Trabajó en identificación y clasificación de nuevas especies con su colega Gustav Schübler (1787-1834), como por ej. en Arrhenatherum elatius ssp. bulbosum (Willd.) Schübl. & G.Martens, Prunus avium subsp. duracina (L.) Schübl. & G.Martens; y, publicándolas habitualmente en Reise Venedig; Fl. Würtemberg.